# Aluminijum hidrid
Aluminijum hidrid je neorgansko jedinjenje sa formulom 3. On je bezbojni čvrsti materijal koji je piroforan. Mada se retko sreće van laboratorije, alan i njegovi derivati su korisni kao redukujući agensi u organskoj sintezi.

## Struktura
Alan je polimer. Njegova formula je nekad prikazuje kao . Aluminijum hidrid formira brojne polimorfe, koji se nazivaju α-alan, α’-alan, β-alan, δ-alan, ε-alan, θ-alan, i γ-alan. α-Alan ima kubnu ili romboedrsku morfologiju, dok α’-alan formira iglama slične kristale i γ-alan formira snopove spojenih igli. Alan je rastvoran u THF-u i etru, i njegova brzina precipitacije iz etra zavisi od metoda pripreme.
Struktura α-alana je određena. Ona se sastoji od atoma aluminijuma okruženih sa 6 atoma vodonika koji su mostovi sa 6 drugih atoma aluminijuma. Al-H rastojanja su međusobno ekvivalentna (172 pm) i Al-H-Al ugao je 141°.
|            |              |              |
| 3 jedinica | koordinacija | koordinacija |

α-Alan je termički najstabilniji polimorf. β-alan i γ-alan se formiraju zajedno, i konvertuju do α-alana nakon zagrevanja. δ, ε, i θ-alan se formiraju u različitim kristalizacionim uslovima. Mada su oni manje termički stabilni, oni se ne konvertuju u α-alan nakon zagrevanja.

## Literatura
1. ↑   уреди
2. ↑  Evan E. Bolton; Yanli Wang; Paul A. Thiessen; Stephen H. Bryant (2008). „Chapter 12 PubChem: Integrated Platform of Small Molecules and Biological Activities”. Annual Reports in Computational Chemistry. 4: 217—241. doi:10.1016/S1574-1400(08)00012-1.
3. 1 2
4. ↑  Turley J W,. Rinn H W (1969). „The crystal structure of aluminum hydride”. Inorganic Chemistry. 8 (1): 18—22. doi:10.1021/ic50071a005.

## Spoljašnje veze
- Aluminijum hidrid
- Skladištenje vodonika